# Elaphria tracta
Elaphria tracta là một loài bướm đêm trong họ Noctuidae.